# VM i håndbold 1965 (kvinder)
Verdensmesterskabet i håndbold for damer i 1965 var det tredje indendørs VM i håndbold for kvinder, og slutrunden blev afholdt i Vesttyskland i perioden 7. - 13. november 1965.
Siden sidste slutrunde i 1962 var deltagerantallet skåret ned fra 9 til 8 lande, som spillede i to indledende puljer, direkte efterfulgt af placeringskampe.
Mesterskabet blev vundet af Ungarn, som i finalen besejrede Jugoslavien med 5-3. Bronzemedaljerne gik til værtslandet Vesttyskland, som vandt 11-10 over Tjekkoslovakiet i bronzekampen. Danmarks forsvarende sølvvindere sluttede på femtepladsen efter sejr på 10-9 over Rumænien i placeringskampen. Dermed fik danskerne revanche for nederlaget i VM-finalen mod rumænerne tre år tidligere.

## Slutrunde

### Hold
I forhold til sidste VM-slutrunde var antallet af hold skåret ned fra ni til otte. To hold var automatisk kvalificeret til slutrunden: værtslandet Vesttyskland og de forsvarende mestre fra Rumænien. De øvrige seks hold blev fundet ved en kvalifikationsturnering.

### Indledende runde
De otte hold var inddelt i to grupper, hvor holdene spillede alle-mod-alle. De to gruppevindere gik videre til VM-finalen, mens de to toere gik videre til bronzekampen. Treerne spillede om femtepladsen, mens firerne måtte tage til takke med at spille om syvendepladsen.

#### Gruppe A
Kampene i gruppe A blev spillet i Vestberlin (7.11.), Hannover (9.11.) og Bochum (11.11.).
| Dato   | Kamp                       | Res. |
| ------ | -------------------------- | ---- |
| 7.11.  | Jugoslavien - Danmark      | 11-6 |
| 7.11.  | Vesttyskland - Japan       | 15-7 |
| 9.11.  | Danmark - Japan            | 10-9 |
| 9.11.  | Jugoslavien - Vesttyskland | 8-4  |
| 11.11. | Vesttyskland - Danmark     | 7-5  |
| 11.11. | Jugoslavien - Japan        | 9-5  |

| Gruppe A     | Kampe | Mål   | Point |
| ------------ | ----- | ----- | ----- |
| Jugoslavien  | 3     | 28-15 | 6     |
| Vesttyskland | 3     | 26-20 | 4     |
| Danmark      | 3     | 21-27 | 2     |
| Japan        | 3     | 21-34 | 0     |

#### Gruppe B
Kampene i gruppe B blev spillet i Offenburg (7.11.), Freiburg im Breisgau (9.11.) og ? (11.11.).
| Dato   | Kamp                       | Res.  |
| ------ | -------------------------- | ----- |
| 7.11.  | Rumænien - Polen           | 4-4   |
| 7.11.  | Ungarn - Tjekkoslovakiet   | 7-4   |
| 9.11.  | Ungarn - Rumænien          | 9-6   |
| 9.11.  | Tjekkoslovakiet - Polen    | 15-70 |
| 11.11. | Rumænien – Tjekkoslovakiet | 8-8   |
| 11.11. | Ungarn – Polen             | 15-50 |

| Gruppe B        | Kampe | Mål   | Point |
| --------------- | ----- | ----- | ----- |
| Ungarn          | 3     | 31-15 | 6     |
| Tjekkoslovakiet | 3     | 27-22 | 3     |
| Rumænien        | 3     | 18-21 | 2     |
| Polen           | 3     | 16-34 | 1     |

### Finaler og placeringskampe
Finale- og placeringskampene blev spillet i Dortmund.
| Dato               | Kamp                           | Res.  |
| ------------------ | ------------------------------ | ----- |
| Kamp om 7.-pladsen |                                |       |
| 13.11.             | Japan - Polen                  | 6-5   |
| Kamp om 5.-pladsen |                                |       |
| 13.11.             | Danmark - Rumænien             | 10-90 |
| Bronzekamp         |                                |       |
| 13.11.             | Vesttyskland – Tjekkoslovakiet | 11-10 |
| Finale             |                                |       |
| 13.11.             | Ungarn – Jugoslavien           | 5-3   |

| Samlet rangering | Samlet rangering |
| ---------------- | ---------------- |
| Guld             | Ungarn           |
| Sølv             | Jugoslavien      |
| Bronze           | Vesttyskland     |
| 4.               | Tjekkoslovakiet  |
| 5.               | Danmark          |
| 6.               | Rumænien         |
| 7.               | Japan            |
| 8.               | Polen            |

### Medaljevindere
| Guld | Sølv | Bronze |
| --- | --- | --- |
| Ungarn | Jugoslavien | Vesttyskland |
| Györgyne Gurics Ágnes Babos Györgyne Csenki Magdolna Jona Agnes Hanus Erszebet Lengyel Jenone Schmidt Ana Rothermel Márta Balogh Karolyne Hajek Marta Giba Ilona Ignasz Joszefine Romhanyi | Zdenka Ištvanović Nada Vučković Mara Veinović Mira Jasić Zlatka Rebernjak Ana Knežević Ružica Miladinović Radmila Radunović Ana Samardžija Leposava Ninković Biserka Tomašek Ema Bart | Lydia Bauer Christa Deparade-Harrach Monika Eichenauer Irene Herchenbach Elke Heuer Christa Hoffmann-Warns Doris Holdorf von Jutrzenka Waltraud Holland-Kühl Waltraud Jakob Gisela Meeser Christa Milter Sigrid Müller Gisela Peters-Greshake Hannelore Rech Gerda Reitwiessner-Ahles Marga Ruschitzka |

## Kvalifikation
I forhold til sidste VM var antallet af hold i slutrunden skåret ned fra ni til otte. To hold var automatisk kvalificeret til slutrunden: værtslandet Vesttyskland og de forsvarende mestre fra Rumænien. De øvrige seks hold blev fundet ved en kvalifikationsturnering i løbet af 1965, hvor holdene spillede om de seks ledige pladser.

### 1. runde
To hold spillede om én plads i 2. runde.
| Dato                         | Kamp            | Res. |
| ---------------------------- | --------------- | ---- |
| 24.6.                        | Sverige - Norge | 6-7  |
| 27.6.                        | Norge - Sverige | 8-7  |
| Norge vandt samlet med 15-13 |                 |      |

### 2. runde
12 hold spillede i 2. runde om de seks ledige pladser ved VM-slutrunden. De tolv hold mødtes i seks playoff-opgør ude og hjemme og de seks samlede vindere kvalificerede sig til slutrunden.
| Dato                         | Kamp          | Res. |
| ---------------------------- | ------------- | ---- |
| 18.7.                        | Polen - Norge | 10-5 |
| 2.8.                         | Norge - Polen | 7-4  |
| Polen vandt samlet med 14-12 |               |      |

| Dato                                  | Kamp         | Res. |
| ------------------------------------- | ------------ | ---- |
| ?                                     | Ungarn - DDR | 8-6  |
| ?                                     | DDR - Ungarn | 6-4  |
| Samlet: Uafgjort 12-12 - ekstra kamp: |              |      |
| 7.10.                                 | DDR - Ungarn | 4-7  |

| Dato                                 | Kamp                    | Res. |
| ------------------------------------ | ----------------------- | ---- |
| 4.7.                                 | Sovjetunionen - Holland | 19-6 |
| 10.7.                                | Holland - Sovjetunionen | 4-15 |
| Sovjetunionen vandt samlet med 34-10 |                         |      |

| Dato                           | Kamp             | Res. |
| ------------------------------ | ---------------- | ---- |
| 28.1.                          | Danmark - Island | 16-9 |
| 30.1.                          | Danmark - Island | 15-6 |
| Danmark vandt samlet med 31-15 |                  |      |

| Dato                                   | Kamp                    | Res. |
| -------------------------------------- | ----------------------- | ---- |
| ?                                      | Tjekkoslovakiet - Japan | 17-9 |
| ?                                      | Tjekkoslovakiet - Japan | 17-5 |
| Tjekkoslovakiet vandt samlet med 34-14 |                         |      |

| Dato                             | Kamp            | Res. |
| -------------------------------- | --------------- | ---- |
| ?                                | Jugoslavien - ? |      |
| ?                                | ? - Jugoslavien |      |
| Jugoslavien vandt samlet med ?-? |                 |      |

Dermed kvalificerede Polen, Ungarn, Sovjetunionen, Danmark, Tjekkoslovakiet og Jugoslavien sig til VM-slutrunden i Vesttyskland. Senere meldte Sovjetunionen afbud, idet de ikke anerkendte Vestberlin som en del af Vesttyskland og derfor nægtede at spille i byen. Holland blev inviteret til at deltage som reserve for det sovjetiske hold, men hollænderne afviste invitationen. I stedet blev Japan inviteret som reserve.